# Picardies de dona
Picardies de dona (títol original: A Business Affair) és una comèdia romàntica britànica dirigida per Charlotte Brandström el 1994. El film va ser produït pel Regne Unit en col·laboració amb França, Alemanya i l'Espanya. Ha estat doblada al català.

## Argument
Al fil de la seva vida, l'encantadora Kate Swallow (Carole Bouquet) troba diverses grans històries d'amors. Una d'elles es desenvolupa amb Alec Bolton (Jonathan Pryce), un autor famós. Les seves relacions es degraden quan l'home desaconsella Kate d'escriure una novel·la. La jove abandona llavors Alec i cau sota l'encant del seu editor, Vanni Corso (Christopher Walken). Kate comença l'escriptura del seu llibre mentre Vanni rebutja també publicar-lo. Però els dos homes estan obligats a canviar les seves actituds si volen conquistar l'afecte d'aquesta sensible dona.

## Repartiment
- Christopher Walken: Vanni Corso
- Carole Bouquet: Kate Swallow
- Jonathan Pryce: Alec Bolton
- Sheila Hancock: Judith
- Anna Manahan: Bianca
- Fernando Guillén Cuervo: Ángel
- Tom Wilkinson: Bob
- Marisa Benlloch: Carmen
- Paul Bentall: L'home
- Bhasker Patel: Jaboul
- Roger Brierley: L'advocat
- Allan Corduner: Un convidat al sopar
- Marian McLoughlin: Una convidada al sopar
- Miguel De Ángel: El taxista
- Christopher Driscoll: El policia
- Beth Goddard: Una estudiant
- Fergus O'Donnell: Un estudiant
- Richard Hampton: El metge
- Togo Igawa: El golfista japonès
- Susan Kyd: La dona servil
- Annabel Leventon: Una convidada literària
- Patti Love: La prostituta
- Simon McBurney: El venedor